# ثيودوسيوس الأول
الإمبراطور ثيوذوسيوس الكبير ثيودوسيوس الأول 347 - 395م آخر إمبراطور للإمبراطورية الرومانية الموحدة حيث انقسمت الإمبراطورية الرومانية إلى شطرين بعد وفاته.
وُلِد ثيودوسيوس في هسبانيا، وكان ابن قائد رفيع المستوى، وتحت قيادته ترقى في صفوف الجيش. وفي عام 374 تولى ثيودوسيوس قيادة مستقلة في مويسيا، حيث حقق بعض النجاح ضد غزو السارماتيين. وبعد ذلك بوقت قصير، أُجبر على التقاعد، وأُعدم والده في ظروف غامضة، لكن سرعان ما استعاد ثيودوسيوس منصبه بعد بعض المؤامرات وعمليات الإعدام في بلاط الإمبراطور جراتيان. وفي عام 379، بعد وفاة الإمبراطور الروماني الشرقي فالنس في معركة أدريانوبل ضد القوط، عين جراتيان ثيودوسيوس خلفًا له وتولى مسؤولية الطوارئ العسكرية. لم تكن موارد الإمبراطور الجديد والجيوش المستنزفة كافية لطرد الغزاة، وفي عام 382، سُمح للقوط بالاستقرار جنوب نهر الدانوب كحلفاء مستقلين للإمبراطورية. في عام 386، وقع ثيودوسيوس معاهدة مع الإمبراطورية الساسانية، والتي قسمت مملكة أرمينيا المتنازع عليها منذ فترة طويلة وأمنت سلامًا دائمًا بين القوتين.
كان ثيودوسيوس مناصرًا قويًا للعقيدة المسيحية المتعلقة بوحدة الجوهر ومعارضًا للآريوسية. عقد مجمعًا من الأساقفة في القسطنطينية عام 381، وأكد المجمع أن وحدة الجوهر أرثوذكسية وأن الآريوسية هرطقة. على الرغم من أن ثيودوسيوس لم يتدخل كثيرًا في عمل الطوائف الوثنية التقليدية وعين غير المسيحيين في المناصب العليا، إلا أنه فشل في منع أو معاقبة إتلاف العديد من المعابد الهلنستية في العصور القديمة الكلاسيكية، مثل السيرابيوم في الإسكندرية، من قبل المتعصبين المسيحيين. وخلال فترة حكمه السابقة، حكم ثيودوسيوس المقاطعات الشرقية، بينما كان الإمبراطوران جراتيان وفالنتينيان الثاني، الذي تزوج أخته، يشرفان على الغرب. وقد رعى ثيودوسيوس عدة إجراءات لتحسين عاصمته ومقر إقامته الرئيسي في القسطنطينية، وأبرزها توسيعه لمنتدى توري، الذي أصبح أكبر ساحة عامة معروفة في العصور القديمة. واتجه ثيودوسيوس غربًا مرتين، في العامين 388 و394، بعد مقتل كل من جراتيان وفالنتينيان، لهزيمة المدعيين، ماغنوس مكسيموس وأوجينيوس، اللذين صعدا ليحلا محلهما. وكان انتصار ثيودوسيوس الأخير في سبتمبر عام 394 هو الذي جعله سيدًا للإمبراطورية. وتوفي بعد بضعة أشهر وخلفه ابناه، آركاديوس في النصف الشرقي من الإمبراطورية وهونوريوس في الغرب.
قيل إن ثيودوسيوس كان إداريًا مجتهدًا، وصارمًا في عاداته، ورحيمًا، ومسيحيًا متدينًا. ولقرون بعد وفاته، كان يُنظر إلى ثيودوسيوس على أنه بطل الأرثوذكسية المسيحية الذي قضى بشكل حاسم على الوثنية. يميل العلماء المعاصرون إلى رؤية هذا كتفسير للتاريخ من قبل الكتاب المسيحيين أكثر من كونه تمثيلًا دقيقًا للتاريخ الفعلي. يُنسب إليه الفضل في توجهه إلى إحياء الفن الكلاسيكي الذي أطلق عليه بعض المؤرخين «نهضة ثيودوسية». وعلى الرغم من أن تهدئته للقوط ضمنت السلام للإمبراطورية خلال حياته، إلا أن وضعهم ككيان مستقل داخل الحدود الرومانية تسبب في مشاكل للأباطرة المتعاقبين. مثلما تلقى ثيودوسيوس انتقادات بسبب دفاعه عن مصالحه الأسرية على حساب حربين أهليتين. وقد أثبت ولداه أنهما حاكمان ضعيفان، وقد ترأسا فترة من الغزوات الأجنبية ومكائد البلاط التي أضعفت الإمبراطورية بشدة. وحكم أحفاد ثيودوسيوس العالم الروماني على مدى العقود الستة التالية، واستمر الانقسام بين الشرق والغرب حتى سقوط الإمبراطورية الغربية في أواخر القرن الخامس.

## الدعوة لمجمع القسطنطينية الأول

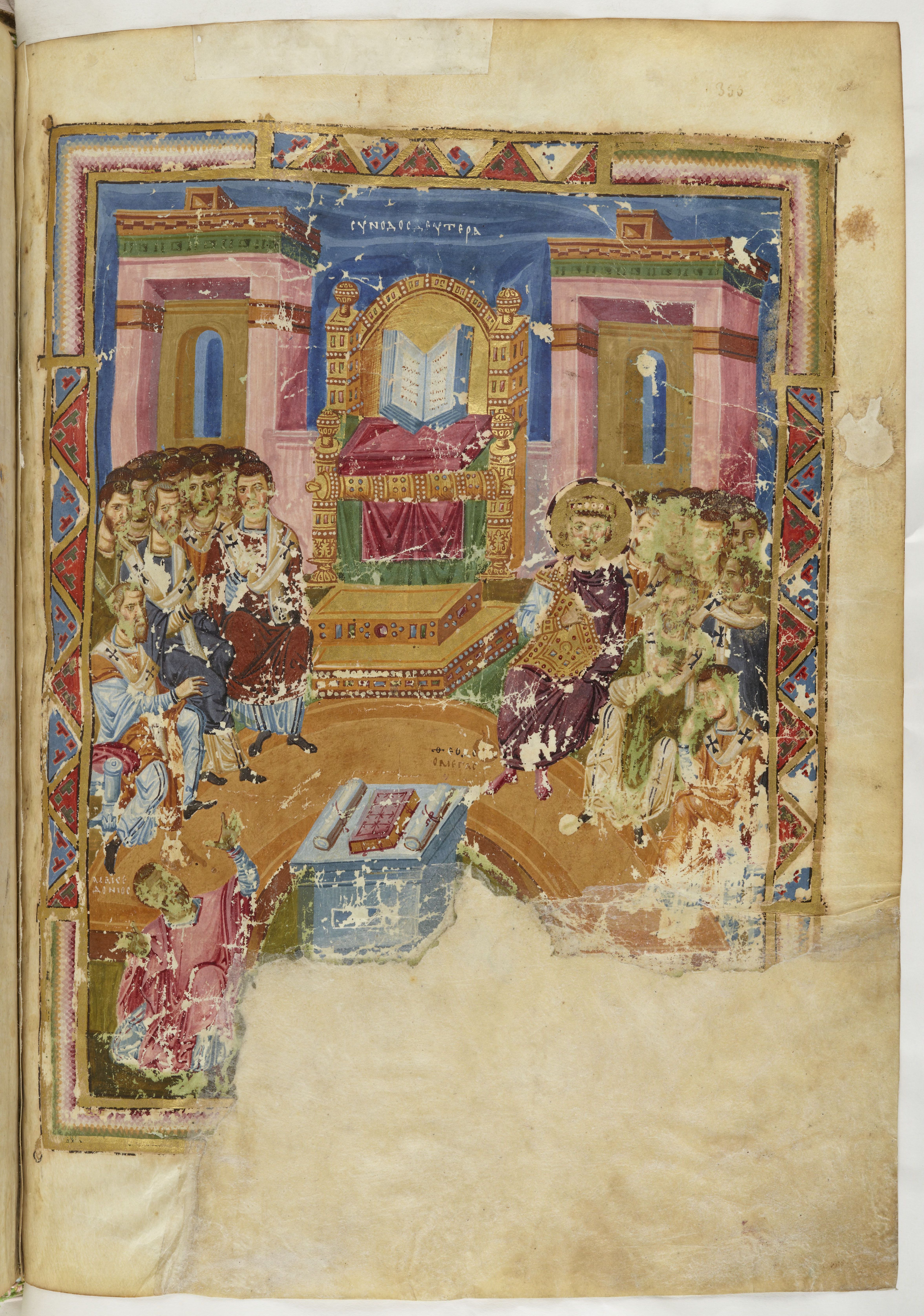
الوصف: (عظات القديس غريغوريوس النزينزي)، وجه الصحيفة 355. صورة مصغرة لمجمع القسطنطينية الأول (381م). الإمبراطور ثيودوسيوس الأول وحشد من الأساقفة يجلسون على مقعد نصف دائري، على جانبي كتاب الإنجيل المتوج. يحتل أحد المهرطقين، مقدونيوس، الزاوية اليسرى السفلية من المنمنمة.

التأم المجمع المسكوني الأول في القسطنطينية سنة 381، بناء على دعوة الإمبراطور ثيوذوسيوس الكبير. وعلى الرغم من المشاكل الكثيرة والتعقيدات المتعدّدة التي حصلت بسببه، ومنها أن أبرشيات الغرب بما فيها روما لم تُدعَ إلى المشاركة فيه، اعتبره القديس غريغوريوس واحداً من أربعة مجامع يحترمها ويجلّها كما يحترم ويجلّ الأناجيل الأربعة المقدسة. رَأس المجمع أولاً أسقف انطاكية ملاتيوس الذي توفّي أثناء التئامه، فأُسندت رئاسته إلى القدّيس غريغوريوس اللاهوتي، وكانت قد أُقيمت عليه دعوى لخرقه القوانين التي تمنع انتقال الأساقفة لانتقاله من ابرشيته إلى كرسي القسطنطينية، فاستعفى، وترأس مكانه خلفه في أسقفية القسطنطينية نكتاريوس.

## تحريم الوثنية

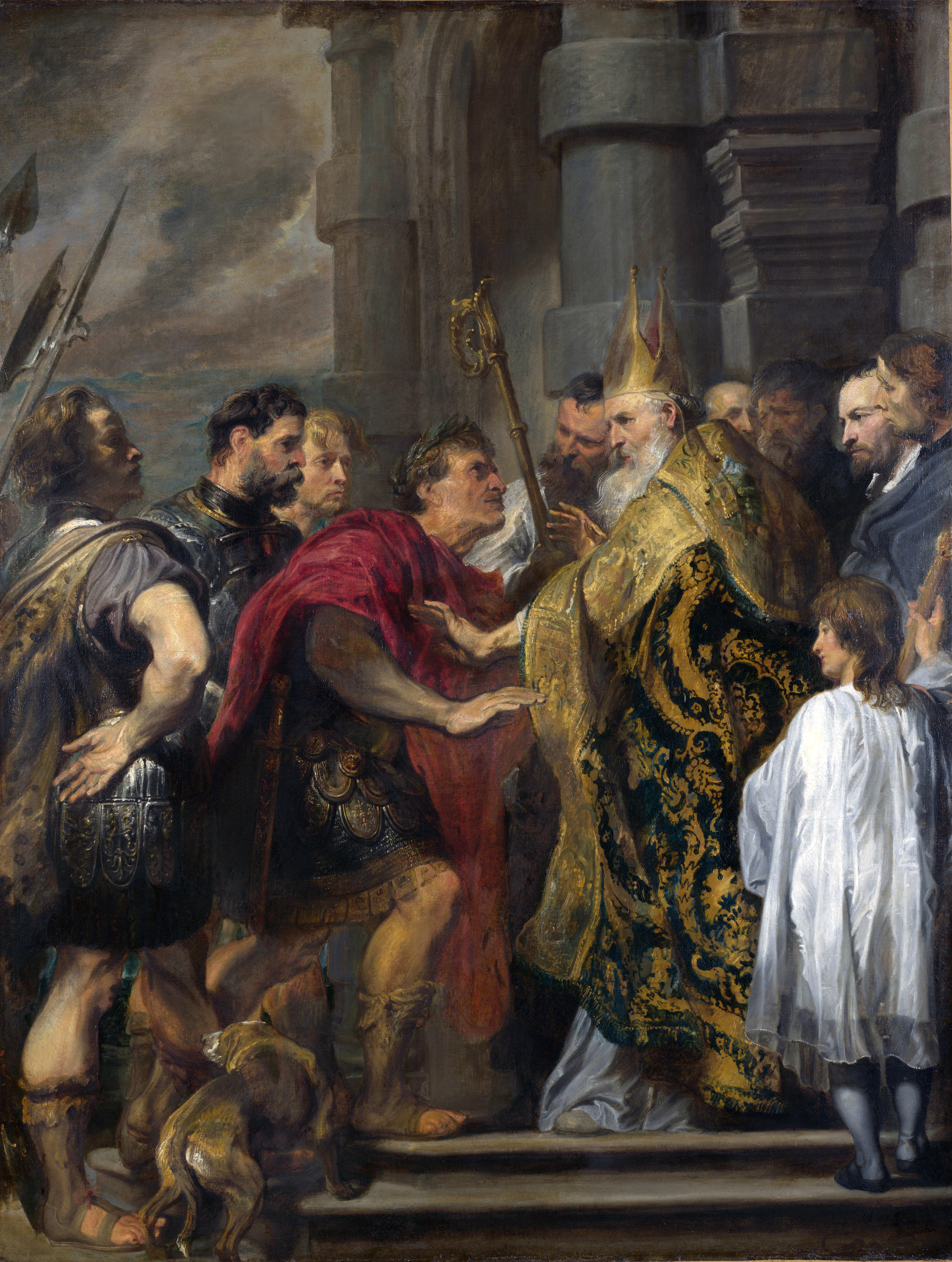
سانت أمبروز يمنع ثيودوسيوس من دخول كاتدرائية ميلان، أنطوني فان ديك، حوالي 1620

بدأ الاضطهاد المسيحي للدين الروماني في عهد ثيودوسيوس الأول عام 381، بعد أول عامين من حكمه في الإمبراطورية الرومانية الشرقية. في ثمانينيات القرن الرابع، كرر ثيودوسيوس الأول الحظر الذي فرضه قسطنطين على بعض ممارسات الدين الروماني، وأعلن أن القضاة الذين لم ينفذوا القوانين ضد تعدد الآلهة سيتعرضون للملاحقة الجنائية، وقضى على بعض الجمعيات الوثنية ولم يعاقب منفذي الاعتداءات على المعابد الرومانية. في عام 360 جرّم الإمبراطور ثيودوسيوس الأول المثلية الجنسية، استنادًا إلى إدانة العهد الجديد لها. حيث كانت المثلية الجنسية مباحة في الدين الروماني.
بين عامي 389 و392 أصدر المراسيم الثيودوسية (والتي أحدثت تغييراً كبيراً في سياساته الدينية)، :116 التي أزاحت المسيحيين غير النيقيين من الكنيسة وألغت آخر الأشكال المتبقية من الدين الروماني عن طريق جعل العطلات الدينية الوثنية أيام عمل، وحظر تضحيات الدم، وأغلق المعابد الرومانية، وصادر ثروات المعابد، وأنهى عمل عذارى فيستال. أيضًا تم معاقبة ممارسة السحر. رفض ثيودوسيوس استعادة مذبح النصر في مجلس الشيوخ، على الرغم من طلب أعضاء مجلس الشيوخ الروماني غير المسيحيين. :115
في 392 أصبح الإمبراطور الوحيد. منذ هذه اللحظة وحتى نهاية حكمه في عام 395، بينما واصل غير المسيحيين طلب التسامح الديني، أمر ثيودوسيوس، أو أذن بـ -أو على الأقل فشل في معاقبة منفذي- إغلاق أو تدمير العديد من المعابد والأغراض والمواقع المقدسة في جميع أنحاء الإمبراطورية.
في عام 393 أصدر قانونًا شاملاً يحظر أي عادات دينية غير مسيحية عامة، وكان قمعيًا بصفة خاصة للمانويين. من المحتمل أن يكون قد أوقف الألعاب الأولمبية القديمة، التي سجل آخر احتفال بها في عام 393، على الرغم من أن الأدلة الأثرية تشير إلى أن بعض الألعاب استمرت بعد هذا التاريخ.

## القوط الغربيين
عقد صلح مع القوط الغربيين ممثلين في قائدهم فريتيجيرن عام 379م. بقي الطرفان متصالحين حتى موت ثيودوسيوس عام 395م. في ذلك العام عين القوط الغربيون ألاريك الأول كملك لهم بينما تولى أبناء ثيودوسيوس حكم الإمبراطورية فتولى آركاديوس حكم المناطق الشرقية فيها وهونوريوس الغربية منها.

## مواضيع مرتبطة
- الإمبراطورية الرومانية
- المجمع المسكوني الثاني
- قائمة الاباطره الرومان